# Haus Hombroich
Haus Hombroich [ˈhɔmbʁoːx] ist ein 1816 errichtetes und unter Denkmalschutz stehendes Landhaus mit streng axial angelegtem Park von 1820 in Neuss.

## Geschichte
1816 errichtete Peter de Weerth aus Elberfeld das Haus in Form einer Villa und legte den Park an. 1855 ging Hombroich durch Erbschaft an Benjamin Friedrich und Emilie Elisabeth WICHELHAUS, Tochter von Peter de Weerth. Das Haus kam 1907 durch Erbschaft an Wilhelm Lensing und 1962 an Christoph von Hennigs. Heute ist die Villa im Eigentum der Stiftung Insel Hombroich, die im Jahr 2020 den Großen Kulturpreis der Sparkassen-Kulturstiftung Rheinland zuerkannt bekam. Haus Hombroich ist heute Sitz der Stiftung Literatur- und Kunstinstitut Hombroich, gemeinnützige Stiftungs-GmbH.

## Baubeschreibung
Das Landhaus zeigt eine schlichte klassizistische Putzfassade mit sparsamer Werksteinakzentuierung in 3:2:3 Achsen. Es besitzt zwei Geschosse sowie ein Untergeschoss. Das pfannengedeckte Pyramidendach zeigt an allen vier Seiten ein mit Walmdach versehenes Dachhäuschen; das umlaufende auskragende Dachgesims schmückt ein Simsbrett, das mit einem ausgeschnittenen Muster gestaltet ist.
Die Villa besitzt einen Anbau, der 1858 bereits vorhanden ist. Das Innere befindet sich weitgehend im Originalzustand, dazu gehören: Türen, Zargen, Fußböden, Fensterbekleidung, gewölbter Keller, Steinfußboden, Wandnische mit Inschrifttafel und Datierung, lediglich die Treppe wurde verändert, entweder im Zuge des Anbaus oder später. Fotos zeigen das Äußere der Villa mit einem hölzernen Balkon über der Haustür, der um 1910 von Wilhelm Lensing errichtet worden sein dürfte; der heutige Balkon mit seinen barockisierenden Formen stammt aus den 1960er Jahren. Im Park sind Gartenreste erhalten.

## Denkmalbegründung
An der Erhaltung von Haus Hombroich und Park besteht ein öffentliches Interesse. Das Haus ist in der Liste der Baudenkmäler in Neuss aufgeführt. Das Landhaus mit Park dokumentiert die großbürgerliche Wohnkultur des frühen 19. Jahrhunderts. Die Villa ist erhaltenswert aus wissenschaftlichen, architektur- und ortsgeschichtlichen Gründen, als anschaulich gut und original erhaltenes klassizistisches Landhaus des frühen 19. Jahrhunderts in der Erftniederung.